# Astrobiology Field Laboratory
El Astrobiology Field Laboratory (AFL) (también denominada Mars Astrobiology Field Laboratory o MAFL) era una nave espacial no tripulada propuesta por la NASA que realizaría una búsqueda de vida en Marte. La misión propuesta, que no fue financiada, consistiría en posar un vehículo espacial en el planeta Marte en 2016 y explorar un lugar para establecer un hábitat. Ejemplos de esos lugares son un depósito hidrotermal activo o extinto, un lago seco o un sitio polar específico.
De haber conseguido la financiación, el vehículo habría sido construido por el Jet Propulsion Laboratory, basado en el diseño del vehículo Mars Science Laboratory y habría llevado instrumentos de Astrobiología, e idealmente, un sacatestigos. Los planes originales indicaban que sería lanzado en el año 2016. Sin embargo, las restricciones presupuestarias llevaron a cortes en su financiación.

## Misión
El vehículo sería la primera misión desde las sondas del Programa Viking en los años 70, específicamente diseñado para buscar las sustancias químicas asociadas con la vida (biofirmas), así como moléculas que incluyeran sulfuros y nitrógeno. La estrategia de la misión era la búsqueda de zonas habitables "siguiedo el agua" y "encontrando el carbono". En particular, se llevaría a cabo un análisis detallado de los ambientes geológicos identificados por el Mars Science Laboratory en 2012 como propicios para la vida en Marte y la presencia de biofirmas (pasadas o presentes). Estos ambientes podrían incluir capas de rocas sedimentarias de grano fino, depósitos minerales de aguas termales, capas de hielo cerca de los polos, o sitios donde pudo fluir agua líquida o pueda seguir filtrándose por el suelo desde zonas heladas que se derriten.

## Planificación
El Astrobiology Field Laboratory (AFL) habría continuado las misiones del Mars Reconnaissance Orbiter (lanzado en el 2005), la sonda Phoenix (lanzado en 2007), el Mars Science Laboratory (lanzamiento en 2011), el satélite Trace Gas Mission (lanzamiento previsto en 2016) y el ExoMars (lanzamiento previsto en 2018), otros proyectos incluidos en este esfuerzo estratégico. El Comité Científico del AFL desarrolló la siguiente serie de estrategias de búsqueda y supuestos para aumentar las probabilidades de encontrar biomarcadores:
- Los procesos de la vida pueden producir una serie de biofirmas como lípidos, proteínas, aminoácidos, materiales de tipo querógeno o microporos característicos en las rocas.[7] Sin embargo, los propios biomarcadores pueden destruirse progresivamente por los continuos procesos ambientales.

- La toma de muestras precisará ser ejecutada en múltiples lugares y en profundidad en cada punto de la superficie marciana donde la oxidación dé lugar a alteraciones químicas. La superficie se oxida como consecuencia de la ausencia de un campo magnético o magnetosfera que la proteja de las perjudiciales radiaciones espaciales y la radiación electromagnética solar[8][9]- que podría esterilizar la superficie hasta una profundidad superior a 7,5 metros (24.6 Pies).[10][11] Para llegar más debajo de esta capa potencialmente estéril, se está estudiando actualmente el diseño de un sacatestigos. Como en cualquier transporte, la inclusión del taladro sería incorporada en el coste de masa disponible para otros elementos de la carga útil.

- Las medidas analíticas en laboratorio de los biomarcadores requieren la preselección e identificación de las muestras de mayor prioridad, las cuales podrían posteriormente ser divididas en nuevas muestras para maximizar la probabilidad de detección y proporcionar espacio potencial para un análisis detallado de biofirmas.

## Carga útil
La carga útil prevista incluía un sistema de precisión para el manejo y procesado de las muestras, para reemplazar y aumentar la funcionalidad y las capacidades del sistema de toma,  manejo y procesado de muestras que formaba parte de la configuración en 2009 del vehículo Mars Science Laboratory (el sistema se conoce como SAM (Análisis de muestras en Marte, en inglés) en la configuración de 2011 del Mars Science Laboratory). La carga útil del AFL intentaba minimizar cualquier "falso positivo" en la detección de vida, para lo que incluía un conjunto de instrumentos que permitieran un mínimo de tres medidas de laboratorio mutuamente confirmantes.
Con el fin de discernir una estimación razonable sobre la que basar la masa del Astrobiology Field Laboratory, la carga conceptual puede incluir:
- Sistema de precisión para el manipulado y procesado de las muestras.
- Protección planetaria posterior para una misión de detección de vida en una región especial.
- Detección de vida-Prevención de la contaminación.
- Desarrollo de instrumentos de Astrobiología.
- Mejora del paracaídas del MSL.
- Viaje de gran distancia autónomo y seguro.
- Colocación de instrumento autónomo de ciclo simple.
- Aterrizaje preciso (100-1000 m) (si fuese necesario para alcanzar objetivos científicos específicos en regiones peligrosas)
- Movilidad en terrenos muy inclinados (30°) (si fuese necesario para alcanzar objetivos científicos).

## Generadores de energía
Se ha propuesto que el Astrobiology Field Laboratory use un generador termoeléctrico de radioisótopos (GTR) como su fuente de energía, similar a los que se usarán en el Mars Science Laboratory. El GTR radiactivo podría durar alrededor de un año marciano, aproximadamente dos años terrestres. Los GTR pueden proporcionar de forma fiable y continua energía día y noche, y el calor residual puede usarse, mediante tuberías, para calentar los sistemas, liberando energía eléctrica para que funcionen el vehículo y los instrumentos.

## Ciencia
Aunque la justificación científica del AFL no incluye una pre-definición de potenciales formas de vida que se podría encontrar en Marte, se hacen las siguientes hipótesis:
- La vida utiliza alguna forma de carbono.
- La vida necesita una fuente de energía externa (luz solar o energía química).
- La vida está contenida en estructuras de tipo celular (células).
- La vida necesita agua líquida.

En el área de operaciones, identificar y clasificar los ambientes marcianos (pasados o presentes) con diferente potencial de habitabilidad y caracterizar su contexto geológico. Evaluar cuantitativamente el potencial de habitabilidad mediante:
- Medición de las características isotópicas, químicas, mineralógicas estructurales de las muestras, incluyendo la distribución y la complejidad molecular de los compuestos de carbono.
- Evaluación de fuentes de energía biológicamente disponibles, incluyendo sustancias químicas, fuentes térmicas y electromagnéticas.
- Determinar el papel del agua (pasada o presente) en los procesos geológicos en el lugar de aterrizaje.
- Investigar los factores que afectan a la conservación de los signos de vida (pasada o presente). Esto se refiere a la posibilidad de vida particular para sobrevivir, por lo que se detecta en un hábitat determinado. Además, la preservación de muestras puede ser necesaria para la recuperación de las muestras más adelante, a pesar de que sería necesaria una nueva evaluación de aterrizaje de precisión de la Mars Sample Return Mission.
- Investigar la posibilidad de la química prebiótica en Marte, incluyendo los de bioquímicas hipotéticas.
- Documentar cualquier característica anómala que puede plantear la hipótesis de posible vida marciana.

Es fundamental para el concepto del AFL entender que los seres vivos y su medio ambiente constituyen un sistema. Si la vida existe o ha existido en Marte, la ciencia se concentrará en la comprensión de los sistemas que la apoyan o apoyaron. Si no existiera la vida mientras las condiciones eran adecuadas para la formación de vida, la comprensión de por qué nunca se produjo un génesis de Marte sería una de las prioridades futuras. El equipo de la AFL declaró que es razonable que misiones como el Astrobiology Field Laboratory desempeñen un papel significativo en este proceso, pero poco razonable esperar que la llevará a una conclusión.